# 1760-ті

## Події
- 1765—1766 — фермерське повстання в колонії Нью-Йорк, направлене проти великого феодального землеволодіння;
- 1764 — ліквідація Гетьманщини;
- 1765—1771 — фермерський рух «регуляторів» в Північній Кароліні;